# Sindaci di Modena
Di seguito l'elenco cronologico dei sindaci di Modena e delle altre figure apicali equivalenti che si sono succedute nel corso della storia.

## Dittatura e Regno di Sardegna (1859-1861)
| Sindaci nominati dal governo (1859-1861) | Sindaci nominati dal governo (1859-1861) | Sindaci nominati dal governo (1859-1861) | Sindaci nominati dal governo (1859-1861) | Sindaci nominati dal governo (1859-1861) | Sindaci nominati dal governo (1859-1861) | Sindaci nominati dal governo (1859-1861) |
| Nominativo                               | Nominativo                               | Partito                                  | Partito                                  | Mandato                                  | Mandato                                  |                                          |
| Nominativo                               | Nominativo                               | Partito                                  | Partito                                  | Inizio                                   | Fine                                     |                                          |
| ---------------------------------------- | ---------------------------------------- | ---------------------------------------- | ---------------------------------------- | ---------------------------------------- | ---------------------------------------- | ---------------------------------------- |
|                                          | Luigi Carlo Farini                       |                                          | Destra storica                           | 1859                                     | 1859                                     |                                          |
|                                          | Egidio Boni                              |                                          |                                          | 1859                                     | 1860                                     |                                          |
|                                          | Gaetano Parenti                          |                                          |                                          | 1860                                     | 1861                                     |                                          |

## Regno d'Italia (1861-1946)
| Sindaci nominati dal governo (1861-1889)                           | Sindaci nominati dal governo (1861-1889)      | Sindaci nominati dal governo (1861-1889) | Sindaci nominati dal governo (1861-1889) | Sindaci nominati dal governo (1861-1889) | Sindaci nominati dal governo (1861-1889) |
| Nominativo                                                         | Nominativo                                    | Partito                                  | Partito                                  | Mandato                                  | Mandato                                  |
| Nominativo                                                         | Nominativo                                    | Partito                                  | Partito                                  | Inizio                                   | Fine                                     |
| ------------------------------------------------------------------ | --------------------------------------------- | ---------------------------------------- | ---------------------------------------- | ---------------------------------------- | ---------------------------------------- |
|                                                                    | Gaetano Parenti                               | ?                                        | ?                                        | 1861                                     | 1863                                     |
|                                                                    | Claudio Sandonnini                            |                                          | Destra storica                           | 1863                                     | 1864                                     |
|                                                                    | Giuseppe Campori                              |                                          | Destra storica                           | 1864                                     | 1867                                     |
|                                                                    | Luigi Tardini                                 | ?                                        | ?                                        | 1867                                     | 1875                                     |
|                                                                    | Claudio Sandonnini                            |                                          | Destra storica                           | 1875                                     | 1881                                     |
|                                                                    | Giuseppe Triani                               | ?                                        | ?                                        | 1881                                     | 1887                                     |
|                                                                    | Paolo Menafoglio                              | ?                                        | ?                                        | 1887                                     | 1889                                     |
| Sindaci eletti dal Consiglio comunale (1889-1926)                  |                                               |                                          |                                          |                                          |                                          |
| Nominativo                                                         | Nominativo                                    | Partito                                  | Partito                                  | Mandato                                  | Mandato                                  |
| Nominativo                                                         | Nominativo                                    | Partito                                  | Partito                                  | Inizio                                   | Fine                                     |
|                                                                    | Paolo Menafoglio                              | ?                                        | ?                                        | 1889                                     | 1892                                     |
|                                                                    | Gennaro Minervini                             |                                          | Sinistra storica                         | 1892                                     | 1893                                     |
|                                                                    | Giacomo Tosi Bellucci                         | ?                                        | ?                                        | 1893                                     | 1895                                     |
|                                                                    | Benedetto Malmusi                             | ?                                        | ?                                        | 1895                                     | 1896                                     |
|                                                                    | Francesco Zironi                              | ?                                        | ?                                        | 1896                                     | 1897                                     |
|                                                                    | Mario Rebucci                                 | ?                                        | ?                                        | 1897                                     | 1897                                     |
|                                                                    | Francesco Zironi                              | ?                                        | ?                                        | 1897                                     | 1898                                     |
|                                                                    | Giacomo Tosi Bellucci                         | ?                                        | ?                                        | 1898                                     | 1900                                     |
|                                                                    | Gino Buganza                                  | ?                                        | ?                                        | 1900                                     | 1900                                     |
|                                                                    | Luigi Albinelli                               |                                          | Liberale moderato                        | 1900                                     | 1908                                     |
|                                                                    | Pier Luigi San Donnino                        |                                          |                                          | 1908                                     | 1910                                     |
|                                                                    | Filippo Pino (Commissario prefettizio)        | –                                        | –                                        | 1910                                     | 1910                                     |
|                                                                    | Cesare Pagani                                 |                                          | Democratico-radicale                     | 1910                                     | 1912                                     |
|                                                                    | Ulrico Marchesani (Commissario prefettizio)   | –                                        | –                                        | 1912                                     | 1913                                     |
|                                                                    | Pier Luigi San Donnino                        |                                          | Liberale moderato                        | 1913                                     | 1914                                     |
|                                                                    | Giuseppe Gambigliani Zoccoli                  |                                          | Liberale                                 | 1914                                     | 1919                                     |
|                                                                    | Italo Pio (Commissario prefettizio)           | –                                        | –                                        | 1920                                     | 1920                                     |
|                                                                    | Ferruccio Teglio                              |                                          | Partito Socialista Italiano              | 1920                                     | 10 aprile 1921                           |
|                                                                    | Bartolomeo Andreoli (Commissario prefettizio) | –                                        | –                                        | 1921                                     | 1922                                     |
|                                                                    | Fausto Bianchi                                |                                          | Partito Nazionale Fascista               | 1922                                     | 1925                                     |
|                                                                    | Antonio Rizzi (Prosindaco)                    |                                          | Partito Nazionale Fascista               | 1925                                     | 1926                                     |
|                                                                    | Antonio Boragno                               |                                          | Partito Nazionale Fascista               | 1926                                     | 1927                                     |
| Podestà nominati dal governo (1926-1945)                           |                                               |                                          |                                          |                                          |                                          |
| Nominativo                                                         | Nominativo                                    | Partito                                  | Partito                                  | Mandato                                  | Mandato                                  |
| Nominativo                                                         | Nominativo                                    | Partito                                  | Partito                                  | Inizio                                   | Fine                                     |
|                                                                    | Guido San Donnino                             |                                          | Partito Nazionale Fascista               | 1927                                     | 1940                                     |
|                                                                    | Giuseppe Giannuzzi (Commissario prefettizio)  |                                          | Partito Nazionale Fascista               | 1940                                     | 27 aprile 1943                           |
|                                                                    | Carlo Vandelli                                |                                          | Partito Nazionale Fascista               | 28 aprile 1943                           | 28 luglio 1943                           |
|                                                                    | Mirko Manzotti                                |                                          | Partito Fascista Repubblicano            | 22 dicembre 1943                         | 3 aprile 1945                            |
| Sindaci nominati dal Comitato di Liberazione Nazionale (1945-1946) |                                               |                                          |                                          |                                          |                                          |
| Nominativo                                                         | Nominativo                                    | Partito                                  | Partito                                  | Mandato                                  | Mandato                                  |
| Nominativo                                                         | Nominativo                                    | Partito                                  | Partito                                  | Inizio                                   | Fine                                     |
|                                                                    | Alfeo Corassori                               |                                          | Partito Comunista Italiano               | 22 aprile 1945                           | marzo 1946                               |

## Repubblica Italiana (dal 1946)
| Sindaci eletti dal Consiglio comunale (1946-1995)    | Sindaci eletti dal Consiglio comunale (1946-1995) | Sindaci eletti dal Consiglio comunale (1946-1995) | Sindaci eletti dal Consiglio comunale (1946-1995)              | Sindaci eletti dal Consiglio comunale (1946-1995) | Sindaci eletti dal Consiglio comunale (1946-1995) | Sindaci eletti dal Consiglio comunale (1946-1995) | Sindaci eletti dal Consiglio comunale (1946-1995) | Sindaci eletti dal Consiglio comunale (1946-1995) |
| Nominativo                                           | Nominativo                                        | Partito                                           | Partito                                                        | Giunta                                            | Giunta                                            | Mandato                                           | Mandato                                           | Elezione                                          |
| Nominativo                                           | Nominativo                                        | Partito                                           | Partito                                                        | Giunta                                            | Giunta                                            | Inizio                                            | Fine                                              | Elezione                                          |
| ---------------------------------------------------- | ------------------------------------------------- | ------------------------------------------------- | -------------------------------------------------------------- | ------------------------------------------------- | ------------------------------------------------- | ------------------------------------------------- | ------------------------------------------------- | ------------------------------------------------- |
|                                                      | Alfeo Corassori                                   |                                                   | Partito Comunista Italiano                                     |                                                   | PCI-PSIUP/PSI                                     | 31 marzo 1946                                     | 1951                                              | Elezione 1946                                     |
|                                                      | Alfeo Corassori                                   | PCI-PSI-Ind. di sinistra                          | Partito Comunista Italiano                                     | 1951                                              | 1956                                              | Elezione 1951                                     |                                                   |                                                   |
| ?                                                    | ?                                                 | 1956                                              | Partito Comunista Italiano                                     | 1960                                              | Elezione 1956                                     |                                                   |                                                   |                                                   |
|                                                      | Alfeo Corassori                                   | PCI-PSI                                           | Partito Comunista Italiano                                     | 1960                                              | 17 marzo 1962                                     | Elezione 1960                                     |                                                   |                                                   |
|                                                      | Rubes Triva                                       | PCI-PSI                                           |                                                                | Partito Comunista Italiano                        | 17 marzo 1962                                     | Elezione 1960                                     | 1964                                              |                                                   |
|                                                      | Rubes Triva                                       | PCI-PSI-PSIUP (1964-1966)                         | 1964                                                           | Partito Comunista Italiano                        | 1970                                              | Elezione 1964                                     |                                                   |                                                   |
|                                                      | Rubes Triva                                       | PCI-PSIUP-MSA (1966-1970)                         | 1964                                                           | Partito Comunista Italiano                        | 1970                                              | Elezione 1964                                     |                                                   |                                                   |
|                                                      | Rubes Triva                                       | PCI-PSIUP                                         | 1970                                                           | Partito Comunista Italiano                        | 16 aprile 1972                                    | Elezione 1970                                     |                                                   |                                                   |
|                                                      | Germano Bulgarelli                                |                                                   | Partito Comunista Italiano                                     |                                                   | PCI (1972-1973)                                   | Elezione 1970                                     | 3 marzo 1972                                      | 1975                                              |
|                                                      | Germano Bulgarelli                                | PCI-PSI (1973-1975)                               | Partito Comunista Italiano                                     |                                                   |                                                   | Elezione 1970                                     | 3 marzo 1972                                      | 1975                                              |
|                                                      | Germano Bulgarelli                                | PCI-PSI                                           | Partito Comunista Italiano                                     | 1975                                              | 9 giugno 1980                                     | Elezione 1975                                     |                                                   |                                                   |
|                                                      | Mario Del Monte                                   |                                                   | Partito Comunista Italiano                                     |                                                   | PCI-PSI (1980-1982)                               | 9 giugno 1980                                     | 1985                                              | Elezione 1980                                     |
|                                                      | Mario Del Monte                                   | PCI (1982-1985)                                   | Partito Comunista Italiano                                     |                                                   |                                                   | 9 giugno 1980                                     | 1985                                              | Elezione 1980                                     |
|                                                      | Mario Del Monte                                   | PCI-Ind. di sinistra                              | Partito Comunista Italiano                                     | 1985                                              | 13 aprile 1987                                    | Elezione 1985                                     |                                                   |                                                   |
|                                                      | Alfonsina Rinaldi                                 | PCI-Ind. di sinistra                              |                                                                | Partito Comunista Italiano                        | 13 aprile 1987                                    | Elezione 1985                                     | 1990                                              |                                                   |
|                                                      | Alfonsina Rinaldi                                 | PCI/PDS-PSI-PRI                                   | 1990                                                           | Partito Comunista Italiano                        | 2 gennaio 1992                                    | Elezione 1990                                     |                                                   |                                                   |
|                                                      | Pier Camillo Beccaria                             | PCI/PDS-PSI-PRI                                   |                                                                | Partito Democratico della Sinistra                | 2 gennaio 1992                                    | Elezione 1990                                     | 1º settembre 1994                                 |                                                   |
|                                                      | Mariangela Bastico                                | PCI/PDS-PSI-PRI                                   |                                                                | Partito Democratico della Sinistra                | 1º settembre 1994                                 | Elezione 1990                                     | 23 aprile 1995                                    |                                                   |
| Sindaci eletti direttamente dai cittadini (dal 1995) |                                                   |                                                   |                                                                |                                                   |                                                   |                                                   |                                                   |                                                   |
| Nominativo                                           | Nominativo                                        | Partito                                           | Partito                                                        | Coalizione                                        | Coalizione                                        | Mandato                                           | Mandato                                           | Elezione                                          |
| Nominativo                                           | Nominativo                                        | Partito                                           | Partito                                                        | Coalizione                                        | Coalizione                                        | Inizio                                            | Fine                                              | Elezione                                          |
|                                                      | Giuliano Barbolini                                |                                                   | Partito Democratico della Sinistra poi Democratici di Sinistra |                                                   | PDS-PPI-FdV-AD-SDI                                | 24 aprile 1995                                    | 14 giugno 1999                                    | Elezione 1995                                     |
|                                                      | Giuliano Barbolini                                | DS-PPI-Dem                                        | Partito Democratico della Sinistra poi Democratici di Sinistra | 14 giugno 1999                                    | 14 giugno 2004                                    | Elezione 1999                                     |                                                   |                                                   |
|                                                      | Giorgio Pighi                                     |                                                   | Democratici di Sinistra                                        |                                                   | DS-DL-PRC-FdV-SDI-IdV                             | 14 giugno 2004                                    | 12 giugno 2009                                    | Elezione 2004                                     |
|                                                      | Giorgio Pighi                                     | Partito Democratico                               |                                                                | PD-SEL                                            | 12 giugno 2009                                    | 10 giugno 2014                                    | Elezione 2009                                     |                                                   |
|                                                      | Gian Carlo Muzzarelli                             |                                                   | Partito Democratico                                            |                                                   | PD-SEL                                            | 10 giugno 2014                                    | 27 maggio 2019                                    | Elezione 2014                                     |
|                                                      | Gian Carlo Muzzarelli                             | PD-Art1-FdV-L. civica                             | Partito Democratico                                            | 27 maggio 2019                                    | 12 giugno 2024                                    | Elezione 2019                                     |                                                   |                                                   |
|                                                      | Massimo Mezzetti                                  |                                                   | Indipendente di sinistra                                       |                                                   | PD-AVS-M5S-Az-L. civiche                          | 12 giugno 2024                                    | in carica                                         | Elezione 2024                                     |